# كولاتسوني
كولاتسوني (بالإيطالية: Collazzone)‏ هي بلدية في مقاطعة بيرودجا في إقليم أومبريا في إيطاليا.

## السكان
في سنة 1861 بلغ عدد السكان 2٬486 نسمة، وتطور العدد ليصل في سنة 2011 لـ 3٬578 نسمة.
يظهر هذا المخطط البياني تطور النمو السكاني لـ كولاتسوني

## أعلام
- فرانكو أنتونيللي